# Coua ruficeps
Coua chỏm đầu đỏ (danh pháp khoa học: Coua ruficeps) là một loài chim trong họ Cuculidae.
Đây là loài đặc hữu của Madagascar.
Môi trường sống tự nhiên của chúng là rừng khô nhiệt đới hoặc cận nhiệt đới và rừng ẩm vùng đất thấp nhiệt đới hoặc cận nhiệt đới.

## Hình ảnh

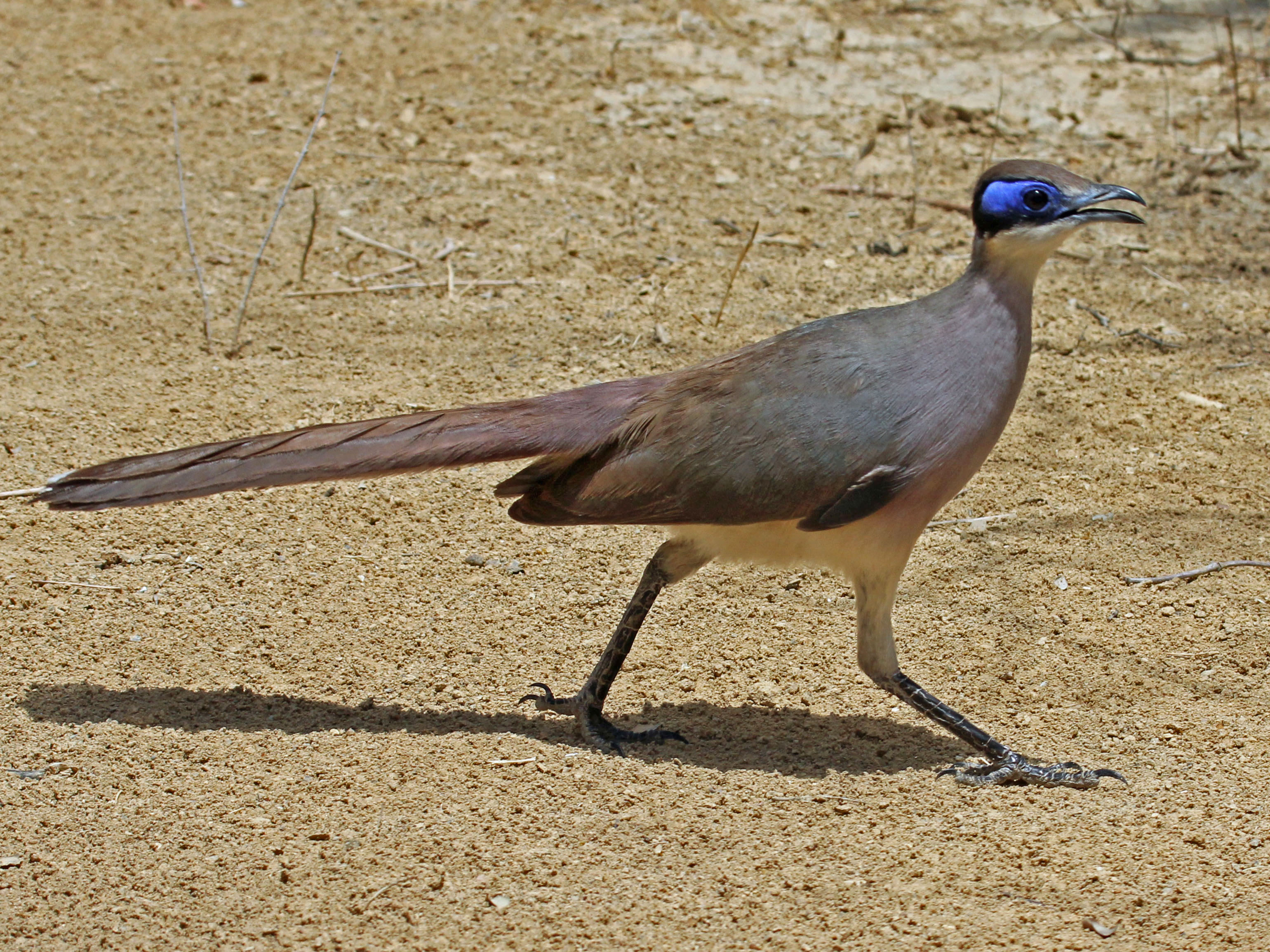
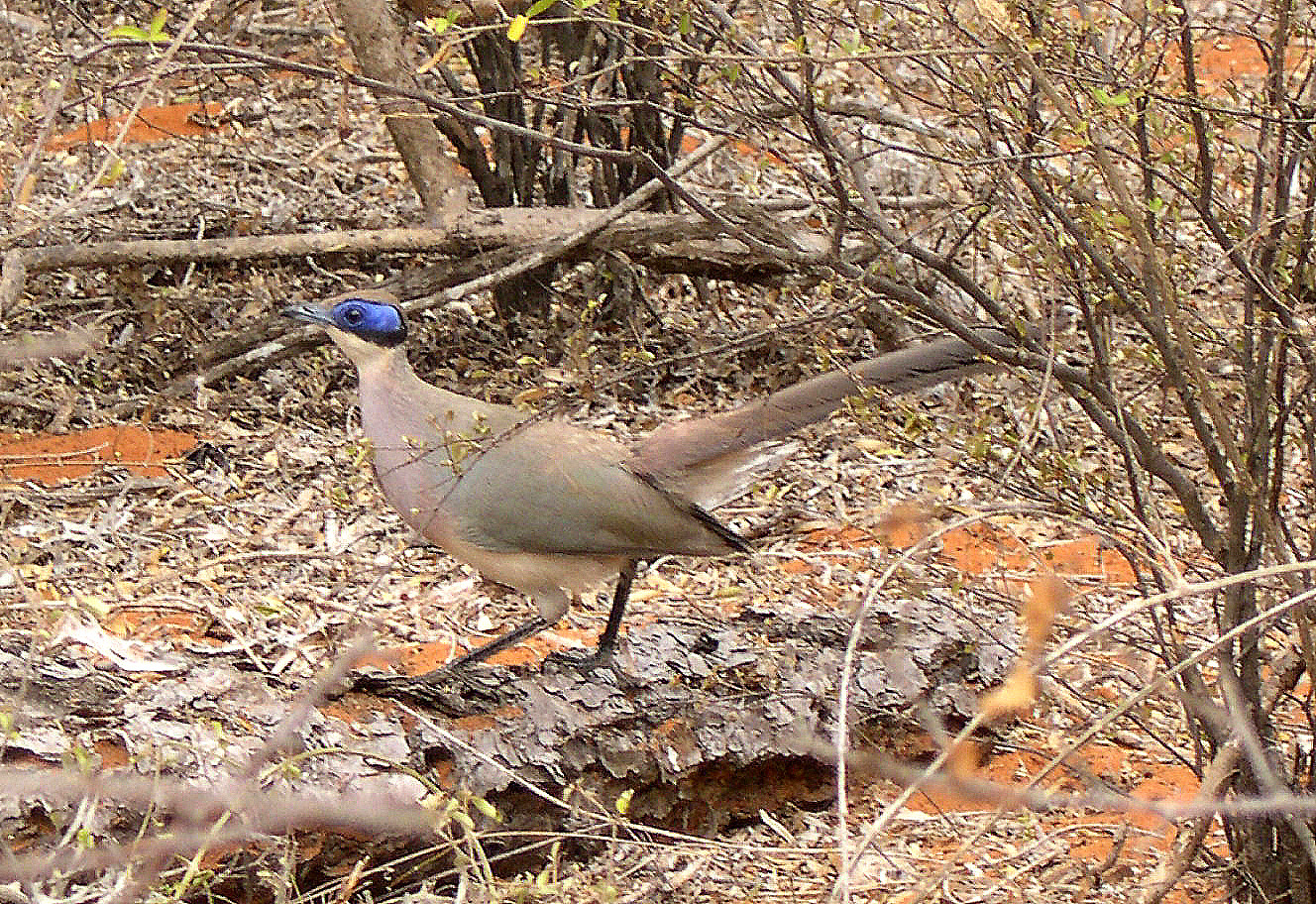